# Манинг (Ајова)
Манинг (енгл. Manning) град је у америчкој савезној држави Ајова. По попису становништва из 2010. у њему је живело 1.500 становника.

## Демографија
Према попису становништва из 2010. у граду је живело 1.500 становника, што је 10 (0,7%) становника више него 2000. године.
| Група             | 2000.         | 2010.         |
| Белци             | 1.471 (98,7%) | 1.458 (97,2%) |
| Афроамериканци    | 0 (0,0%)      | 10 (0,7%)     |
| Азијати           | 9 (0,6%)      | 5 (0,3%)      |
| Хиспаноамериканци | 7 (0,5%)      | 17 (1,1%)     |
| Укупно            | 1.490         | 1.500         |